# Liste der Monuments historiques in Saint-Méry
Die Liste der Monuments historiques in Saint-Méry führt die Monuments historiques in der französischen Gemeinde Saint-Méry auf.

## Liste der Bauwerke
| Bezeichnung    | Beschreibung | Standort | Kennzeichnung | Schutzstatus | Datum | Bild           |
| -------------- | ------------ | -------- | ------------- | ------------ | ----- | -------------- |
| Kirche St-Méry |              | (Lage)   | PA00087273    | Inscrit      | 1949  | weitere Bilder |

## Liste der Objekte
Zum Verständnis siehe: Kirchenausstattung
- Monuments historiques (Objekte) in Saint-Méry in der Base Palissy des französischen Kultusministeriums